# Chase County (Kansas)
Chase County ist ein County im Bundesstaat Kansas der Vereinigten Staaten. Der Verwaltungssitz (County Seat) ist Cottonwood Falls. Das U.S. Census Bureau hat bei der Volkszählung 2020 eine Einwohnerzahl von 2572 ermittelt.

## Geographie
Das County liegt im mittleren Osten von Kansas und hat eine Fläche von 2015 Quadratkilometern, wovon fünf Quadratkilometer Wasserfläche sind. Es grenzt im Uhrzeigersinn an folgende Countys: Morris County, Lyon County, Greenwood County, Butler County und Marion County.

## Geschichte
Chase County wurde am 11. Februar 1859 aus Teilen des Butler County und des nicht mehr existenten Wise County gebildet und gehört zu den ersten 33 Countys, die von der ersten Territorial-Verwaltung gebildet wurden. Benannt wurde es nach Salmon Portland Chase, einem US-Finanzminister und Vorsitzendem Richter am Obersten Gerichtshof der Vereinigten Staaten.
Im Chase County liegt eine der National Historic Landmarks, die Spring Hill Ranch. Insgesamt sind 19 Bauwerke und Stätten des Countys im National Register of Historic Places eingetragen.

## Demografische Daten
Nach der Volkszählung im Jahr 2000 lebten im Chase County 3030 Menschen in 1246 Haushalten und 817 Familien im Chase County. Die Bevölkerungsdichte betrug 2 Einwohner pro Quadratkilometer. Ethnisch betrachtet setzte sich die Bevölkerung zusammen aus 96,90 Prozent Weißen, 1,02 Prozent Afroamerikanern, 0,56 Prozent amerikanischen Ureinwohnern, 0,13 Prozent Asiaten und 0,56 Prozent aus anderen ethnischen Gruppen; 0,83 Prozent stammten von zwei oder mehr Ethnien ab. 1,75 Prozent der Bevölkerung waren spanischer oder lateinamerikanischer Abstammung.
Von den 1246 Haushalten hatten 28,3 Prozent Kinder unter 18 Jahren, die mit ihnen gemeinsam lebten. 54,6 Prozent waren verheiratete, zusammenlebende Paare, 7,6 Prozent waren allein erziehende Mütter und 34,4 Prozent waren keine Familien. 31,1 Prozent aller Haushalte waren Singlehaushalte und in 14,9 Prozent lebten Menschen mit 65 Jahren oder darüber. Die Durchschnittshaushaltsgröße betrug 2,34 und die durchschnittliche Familiengröße betrug 2,92 Personen.
24,1 Prozent der Bevölkerung waren unter 18 Jahre alt. 6,5 Prozent zwischen 18 und 24 Jahre, 26,6 Prozent zwischen 25 und 44 Jahre, 24,1 Prozent zwischen 45 und 64 Jahre und 18,7 Prozent waren 65 Jahre alt oder älter. Das Durchschnittsalter betrug 40 Jahre. Auf 100 weibliche Personen kamen 103,9 männliche Personen. Auf 100 erwachsene Frauen ab 18 Jahren kamen 99,4 Männer.
Das jährliche Durchschnittseinkommen eines Haushalts betrug 32.656 USD, das Durchschnittseinkommen einer Familie betrug 39.848 USD. Männer hatten ein Durchschnittseinkommen von 27.402 USD, Frauen 21.528 USD. Das Prokopfeinkommen betrug 17.422 USD. 4,1 Prozent der Familien und 8,6 Prozent der Bevölkerung lebten unterhalb der Armutsgrenze.

## Orte im County
- Cedar Point
- Clements
- Cottonwood Falls
- Ellinor
- Elmdale
- Gladstone
- Hymer
- Matfield Green
- Neva
- Rockland
- Saffordville
- Strong City
- Toledo
- Wonsevu

Townships
- Bazaar Township
- Cedar Township
- Cottonwood Township
- Diamond Creek Township
- Falls Township
- Homestead Township
- Matfield Township
- Strong Township
- Toledo Township